# Guzla
A Guzla (cirílico sérvio: гусле, croata: gusle, albanês: lahuta, búlgaro: гусла) é um instrumento de uma corda musical (e estilo musical) usado tradicionalmente na região de Alpes Dináricos do Sudeste da Europa, e inventado na Sérvia.

O instrumento é sempre acompanhada de canto; folclore musical, poesia especificamente épica. O jogador Guzla (guslar ou "lahutar" em albanês) detém o instrumento verticalmente entre os joelhos, com os dedos da mão esquerda sobre as cordas. As cordas não são pressionados para o pescoço, dando um som harmônico e único. Guzla também é semelhante a rabeca.